# Марголис, Рахиль
Рахиль Марголис (лит. Rašel Margolis; 28 октября 1921 — 6 июля 2015) — пережившая Холокост партизанка, биолог и историк Холокоста.

## Биография
Родилась в Вильно в 1921 году. В 1941 году, когда нацисты оккупировали Литву, Марголис отправили жить в христианскую семью. Будучи еврейского происхождения, она вместо этого в сентябре 1942 года решила добровольно войти в Виленское гетто. Там она вступила в движение сопротивления и стала активисткой подполья, присоединилась к Объединённой партизанской организации, созданной в том же году поэтом Аббой Ковнером. Марголис писала: «Все рвались в бой … Наша задача состояла в том, чтобы приобрести оружие, завершить военные приготовления, и все это с целью спровоцировать восстание в гетто. Если бы мы погибли, то с честью, доказав человечеству, что мы не овцы, безропотно идущие на заклание».
В июне 1943 года Генрих Гиммлер приказал уничтожить гетто. 4000 еврейских жителей были отправлены в лагеря смерти и убиты; ещё 4000 были отправлены в трудовые лагеря. Марголис и её будущий муж были одними из нескольких сотен человек, которые выжили в гетто, сбежав в окрестные леса. Они заболели тифом, но выжили и продолжили работу в движении сопротивления, присоединившись к новому отряду, взрывавшему немецкую инфраструктуру. Марголис осталась единственным членом своей семьи, пережившим Холокост.
После войны Марголис получила докторскую степень по биологии и до конца 1980-х годов работала учительницей. Она помогла создать единственный в Литве музей Холокоста («Зелёный дом» в Вильнюсе). Её работа в сопротивлении была отмечена Конгрессом США и Палатой лордов Великобритании.
В мемуарах Марголис «Виленский партизан», написанных в 2010 году, рассказывается о её побеге из Виленского гетто с Объединённой партизанской организацией и о времени, проведённом в лесах Литвы с партизанами, активно выполнявшими диверсионные миссии.
Марголис нашла и опубликовала утерянный дневник Казимира Саковича, польского журналиста-христианина, который был свидетелем резни в Понарах под Вильнюсом, в которой были убиты десятки тысяч евреев. Марголис реконструировала дневник Саковича по фрагментам бумаги, найденным в бутылках из-под лимонада, тексту, написанному на календаре 1941 года, и другим документам, хранившимся в архивах, недоступных при советской власти.
Начиная с 2008 года генеральный прокурор Литвы хотел допросить Марголис в рамках расследования резни в Конюхах, когда советские и еврейские партизаны убили не менее 38 мирных жителей. Литовские газеты называли её террористкой и убийцей.
Марголис также жила в Реховоте, Израиль, где и умерла в 2015 году.